# Црвено језеро (Минесота)
Црвено језеро (енгл. Red Lake) је језеро у Сједињеним Америчким Државама. Налази се на територији америчке савезне државе Минесота. Површина језера износи 1.106 km².